# Danh sách cầu thủ tham dự giải vô địch bóng đá U-17 Bắc, Trung Mỹ và Caribe 2011
Giải vô địch bóng đá U-17 Bắc, Trung Mỹ và Caribe 2011 diễn ra vào tháng 2 năm 2011. Mỗi đội tuyển lựa chọn đội hình 20 cầu thủ sinh trong hoặc sau ngày 1 tháng 1 năm 1994.

## Bảng A

### Costa Rica
Huấn luyện viên: Luis Diego Arnaez
| 0#0 | Vị trí | Cầu thủ                   | Ngày sinh và tuổi           | Câu lạc bộ                 |
| --- | ------ | ------------------------- | --------------------------- | -------------------------- |
| 1   | TM     | Pedro Francisco Roman     | 24 tháng 2, 1994 (16 tuổi)  | Liga Deportiva Alajuelense |
| 2   | HV     | Willian Alban Fernandez   | 15 tháng 5, 1994 (16 tuổi)  | Deportivo Saprissa         |
| 3   | HV     | Fernando Eduardo Gonzalez | 30 tháng 4, 1994 (16 tuổi)  | Deportivo Saprissa         |
| 4   | HV     | David Ernesto Acuña       | 29 tháng 4, 1994 (16 tuổi)  | Liga Deportiva Alajuelense |
| 5   | HV     | Kishner Joriel Lopez      | 8 tháng 2, 1994 (17 tuổi)   | Liga Deportiva Alajuelense |
| 6   | HV     | Jose Badilla              | 25 tháng 10, 1994 (16 tuổi) | Deportivo Saprissa         |
| 7   | TV     | Jake Beckford             | 31 tháng 7, 1994 (16 tuổi)  | Deportivo Saprissa         |
| 8   | TV     | Luis Jose Sequeira        | 11 tháng 5, 1994 (16 tuổi)  | Liga Deportiva Alajuelense |
| 9   | TĐ     | John Jairo Ruiz           | 10 tháng 1, 1994 (17 tuổi)  | Deportivo Saprissa         |
| 10  | TV     | Gabriel Leiva             | 27 tháng 8, 1994 (16 tuổi)  | Deportivo Saprissa         |
| 11  | TV     | Malcon Nackey Frago       | 19 tháng 7, 1995 (15 tuổi)  | Deportivo Saprissa         |
| 12  | TV     | Reimond Salas             | 11 tháng 3, 1994 (16 tuổi)  | SD Santos-Guapilés         |
| 14  | TĐ     | Jose Fabricio Quintero    | 11 tháng 4, 1994 (16 tuổi)  | Free agent                 |
| 15  | HV     | Kelin Reinaldo Angulo     | 8 tháng 1, 1994 (17 tuổi)   | Liga Deportiva Alajuelense |
| 16  | TV     | Ronald Matarrita          | 9 tháng 7, 1994 (16 tuổi)   | Liga Deportiva Alajuelense |
| 17  | HV     | Irving Esteban Calderon   | 15 tháng 4, 1994 (16 tuổi)  | Brujas FC Escazú           |
| 18  | TM     | Jussef Nelson Delgado     | 27 tháng 1, 1994 (17 tuổi)  | Deportivo Saprissa         |
| 19  | TĐ     | Jean Scott Hernandez      | 14 tháng 3, 1994 (16 tuổi)  | C.S. Herediano             |
| 20  | HV     | Willian Quiros            | 19 tháng 10, 1994 (16 tuổi) | Deportivo Saprissa         |
| 23  | TM     | Clever Omar Leon          | 21 tháng 5, 1994 (16 tuổi)  | Limon FC                   |

### El Salvador
Huấn luyện viên: Victor Manuel Pacheco
| 0#0 | Vị trí | Cầu thủ                    | Ngày sinh và tuổi           | Câu lạc bộ            |
| --- | ------ | -------------------------- | --------------------------- | --------------------- |
| 1   | TM     | Rolando Ernesto Morales    | 1 tháng 3, 1994 (16 tuổi)   | Turín FESA F.C.       |
| 2   | HV     | Gilberto Giovanni Peña     | 28 tháng 1, 1994 (17 tuổi)  | Turín FESA F.C.       |
| 3   | HV     | Victorino Aristides Zelaya | 8 tháng 12, 1994 (16 tuổi)  | Turín FESA F.C.       |
| 4   | TV     | Nelson Zelaya              | 11 tháng 4, 1994 (16 tuổi)  | C.D. Aspirante        |
| 5   | TV     | Jose Alfredo Villavicencio | 24 tháng 1, 1995 (16 tuổi)  | Turín FESA F.C.       |
| 6   | TV     | Brayan Balmore Landaverde  | 27 tháng 5, 1995 (15 tuổi)  | Turín FESA F.C.       |
| 8   | TV     | Diego Elenilson Galdamez   | 26 tháng 8, 1994 (16 tuổi)  | Turín FESA F.C.       |
| 9   | TĐ     | Jose Angel Peña            | 10 tháng 12, 1994 (16 tuổi) | Turín FESA F.C.       |
| 10  | TV     | Eder Antonio Polanco       | 28 tháng 3, 1994 (16 tuổi)  | Turín FESA F.C.       |
| 11  | TĐ     | Ivan Alexander Castro      | 5 tháng 1, 1994 (17 tuổi)   | C.D. Atlético Morazán |
| 12  | HV     | Moises Alexander Mejia     | 11 tháng 12, 1994 (16 tuổi) | Turín FESA F.C.       |
| 13  | TĐ     | Rommel Mejía               | 4 tháng 2, 1994 (17 tuổi)   | C.D. Dragón           |
| 14  | TV     | Alvaro Ramon Lizama        | 24 tháng 5, 1995 (15 tuổi)  | Turín FESA F.C.       |
| 15  | HV     | Olivier Alonso Ayala       | 4 tháng 1, 1994 (17 tuổi)   | Turín FESA F.C.       |
| 16  | HV     | Kevin Misael Barahona      | 1 tháng 10, 1994 (16 tuổi)  | Turín FESA F.C.       |
| 17  | TĐ     | Gerardo Enrique Iraheta    | 17 tháng 8, 1994 (16 tuổi)  | Santa Tecla F.C.      |
| 18  | TM     | Wilberth Alberto Hernandez | 5 tháng 4, 1994 (16 tuổi)   | Turín FESA F.C.       |
| 19  | HV     | Giovanny Josafat Zavaleta  | 27 tháng 9, 1994 (16 tuổi)  | Turín FESA F.C.       |
| 20  | TV     | Saul Tyler Varela          | 27 tháng 8, 1994 (16 tuổi)  | Brampton United       |
| 22  | TM     | Luis Francisco Mina        | 22 tháng 1, 1994 (17 tuổi)  | Turín FESA F.C.       |

### Haiti
Huấn luyện viên: Wilner Etienne
| 0#0 | Vị trí | Cầu thủ                 | Ngày sinh và tuổi           | Câu lạc bộ                             |
| --- | ------ | ----------------------- | --------------------------- | -------------------------------------- |
| 1   | TM     | Wendy Thoby             | 22 tháng 12, 1995 (15 tuổi) | Fédération Haïtienne De Football (FHF) |
| 4   | HV     | Jean Ismael Voltaire    | 4 tháng 5, 1994 (16 tuổi)   | Fédération Haïtienne De Football (FHF) |
| 5   | HV     | Jerry Saint-Vil         | 22 tháng 6, 1995 (15 tuổi)  | Fédération Haïtienne De Football (FHF) |
| 6   | HV     | Ryswick Landeau         | 24 tháng 12, 1994 (16 tuổi) | Fédération Haïtienne De Football (FHF) |
| 7   | TV     | Daniel Gedeon           | 23 tháng 2, 1995 (15 tuổi)  | Fédération Haïtienne De Football (FHF) |
| 8   | TV     | Evans Saint-Jean        | 26 tháng 6, 1994 (16 tuổi)  | Fédération Haïtienne De Football (FHF) |
| 9   | TĐ     | Johnley Chery           | 20 tháng 9, 1994 (16 tuổi)  | Fédération Haïtienne De Football (FHF) |
| 10  | TV     | Kerlins Georges         | 10 tháng 4, 1994 (16 tuổi)  | Fédération Haïtienne De Football (FHF) |
| 11  | TĐ     | Benchy Estama           | 14 tháng 6, 1994 (16 tuổi)  | Fédération Haïtienne De Football (FHF) |
| 12  | TM     | Romel Desrosiers        | 9 tháng 2, 1994 (17 tuổi)   | Fédération Haïtienne De Football (FHF) |
| 13  | TV     | Savey Jefferson         | 3 tháng 1, 1994 (17 tuổi)   | Fédération Haïtienne De Football (FHF) |
| 14  | HV     | Pompee Samuel Mardochee | 12 tháng 4, 1994 (16 tuổi)  | Fédération Haïtienne De Football (FHF) |
| 15  | HV     | Jonathan Monplaisir     | 15 tháng 11, 1995 (15 tuổi) | Fédération Haïtienne De Football (FHF) |
| 16  | TV     | Claudenor Gateau        | 11 tháng 4, 1994 (16 tuổi)  | Fédération Haïtienne De Football (FHF) |
| 17  | TV     | Edson Etienne           | 26 tháng 3, 1994 (16 tuổi)  | Fédération Haïtienne De Football (FHF) |
| 18  | TV     | Andy Anglade            | 10 tháng 1, 1994 (17 tuổi)  | Fédération Haïtienne De Football (FHF) |
| 19  | TĐ     | Clifford Nau            | 15 tháng 8, 1994 (16 tuổi)  | Fédération Haïtienne De Football (FHF) |
| 20  | TĐ     | Jean Bertrand Francois  | 7 tháng 2, 1995 (16 tuổi)   | Fédération Haïtienne De Football (FHF) |
| 21  | TĐ     | Demosthene Luckenson    | 13 tháng 3, 1994 (16 tuổi)  | Fédération Haïtienne De Football (FHF) |
| 22  | TV     | Etienne Renato          | 14 tháng 6, 1994 (16 tuổi)  | Fédération Haïtienne De Football (FHF) |

## Bảng B

### Cuba
Huấn luyện viên: Israel Blake
| 0#0 | Vị trí | Cầu thủ                   | Ngày sinh và tuổi           | Câu lạc bộ          |
| --- | ------ | ------------------------- | --------------------------- | ------------------- |
| 1   | TM     | Sandy Sanchez             | 27 tháng 3, 1994 (16 tuổi)  | FC Las Tunas        |
| 2   | HV     | Alejandro Caja Bell       | 13 tháng 1, 1995 (16 tuổi)  | FC Santiago de Cuba |
| 3   | HV     | Emmanuel Labrada          | 19 tháng 1, 1994 (17 tuổi)  | CF Granma           |
| 4   | HV     | Adrian Arturo Diz Pe      | 4 tháng 3, 1994 (16 tuổi)   | FC La Habana        |
| 5   | HV     | Brian Rosales             | 7 tháng 3, 1995 (15 tuổi)   | FC Matanzas         |
| 6   | TV     | Andy Baquero              | 17 tháng 3, 1994 (16 tuổi)  | FC La Habana        |
| 7   | TĐ     | Kianz Froese Gonzalez     | 16 tháng 4, 1996 (14 tuổi)  | FC La Habana        |
| 8   | HV     | Yolexis Collado           | 21 tháng 1, 1994 (17 tuổi)  | FC La Habana        |
| 9   | TV     | Dairon Manuel Perez       | 7 tháng 6, 1994 (16 tuổi)   | FC La Habana        |
| 10  | TV     | Frank López               | 25 tháng 2, 1994 (16 tuổi)  | FC Cienfuegos       |
| 11  | TĐ     | Daniel Luis Saez          | 11 tháng 5, 1994 (16 tuổi)  | FC La Habana        |
| 12  | TM     | Delvis Lumpuy Quintanilla | 8 tháng 2, 1995 (16 tuổi)   | FC Villa Clara      |
| 13  | TV     | Sajay Herrera             | 27 tháng 3, 1994 (16 tuổi)  | FC Las Tunas        |
| 14  | HV     | Yosel Piedra              | 27 tháng 3, 1994 (16 tuổi)  | FC Villa Clara      |
| 15  | TV     | Osmany Capote             | 11 tháng 3, 1995 (15 tuổi)  | FC Villa Clara      |
| 16  | TĐ     | Javier Aguilar            | 24 tháng 3, 1994 (16 tuổi)  | FC Ciego de Ávila   |
| 17  | TV     | Lazaro Mezquia            | 3 tháng 1, 1994 (17 tuổi)   | FC Pinar del Río    |
| 18  | TV     | Rene Abreu                | 17 tháng 10, 1994 (16 tuổi) | FC Cienfuegos       |

### Panama
Huấn luyện viên: Jorge Dely Valdés
| 0#0 | Vị trí | Cầu thủ            | Ngày sinh và tuổi           | Câu lạc bộ             |
| --- | ------ | ------------------ | --------------------------- | ---------------------- |
| 1   | TM     | Ivan Picart        | 2 tháng 8, 1994 (16 tuổi)   | Río Abajo              |
| 2   | HV     | Eric Francisco     | 19 tháng 1, 1994 (17 tuổi)  | Chepo F.C.             |
| 3   | HV     | Jose Maughn        | 9 tháng 1, 1994 (17 tuổi)   | Chorillo F.C.          |
| 4   | HV     | Roberto Pinto      | 7 tháng 8, 1994 (16 tuổi)   | Tauro FC               |
| 5   | HV     | Roberto Chen       | 24 tháng 5, 1994 (16 tuổi)  | San Francisco FC       |
| 6   | HV     | Anel Vargas        | 24 tháng 8, 1994 (16 tuổi)  | Coclé                  |
| 7   | TV     | Dario Wright       | 25 tháng 4, 1994 (16 tuổi)  | Millenium UP           |
| 8   | TĐ     | Salvatore Messina  | 4 tháng 3, 1995 (15 tuổi)   | Dinamo                 |
| 9   | TĐ     | Omar Browne        | 3 tháng 5, 1994 (16 tuổi)   | Millenium UP           |
| 10  | TV     | Darwin Pinzon      | 2 tháng 4, 1994 (16 tuổi)   | Sporting San Miguelito |
| 11  | TĐ     | Aldair Paredes     | 2 tháng 11, 1994 (16 tuổi)  | Millenium UP           |
| 12  | TM     | Joseph Vargas      | 23 tháng 5, 1994 (16 tuổi)  | Millenium UP           |
| 13  | HV     | Francisco Narbon   | 11 tháng 2, 1995 (16 tuổi)  | Chepo F.C.             |
| 15  | TĐ     | Romario Piggot     | 17 tháng 7, 1995 (15 tuổi)  | Chepo F.C.             |
| 16  | TV     | Alonzo Goot        | 26 tháng 8, 1994 (16 tuổi)  | Ciclón FC              |
| 17  | TV     | Bryan Santamaria   | 12 tháng 5, 1994 (16 tuổi)  | San Francisco FC       |
| 18  | TĐ     | Jorman Aguilar     | 11 tháng 9, 1994 (16 tuổi)  | Río Abajo              |
| 19  | TĐ     | Alfredo Stephens   | 25 tháng 12, 1994 (16 tuổi) | Río Abajo              |
| 20  | TV     | Alexander González | 14 tháng 12, 1994 (16 tuổi) | Río Abajo              |
| 21  | TV     | Gilberto Villa     | 30 tháng 9, 1994 (16 tuổi)  | Ciclón FC              |

### Hoa Kỳ
Huấn luyện viên: Wilmer Cabrera
| 0#0 | Vị trí | Cầu thủ           | Ngày sinh và tuổi           | Câu lạc bộ                |
| --- | ------ | ----------------- | --------------------------- | ------------------------- |
| 1   | TM     | Fernando Pina     | 29 tháng 1, 1994 (17 tuổi)  | Houston Dynamo Academy    |
| 2   | HV     | Andrew Souders    | 26 tháng 2, 1994 (16 tuổi)  | Columbus Crew Academy     |
| 3   | HV     | Kellyn Acosta     | 24 tháng 7, 1995 (15 tuổi)  | FC Dallas Academy         |
| 4   | HV     | Nathan Smith      | 18 tháng 10, 1994 (16 tuổi) | Cal Odyssey               |
| 5   | TV     | Matthew Dunn      | 13 tháng 1, 1994 (17 tuổi)  | 1. FC Köln                |
| 6   | HV     | Mobi Fehr         | 13 tháng 12, 1994 (16 tuổi) | Tokyo Verdy               |
| 7   | TĐ     | Alfred Koroma     | 19 tháng 4, 1994 (16 tuổi)  | Solar Chelsea SC          |
| 8   | TV     | Esteban Rodriguez | 11 tháng 2, 1994 (17 tuổi)  | Cosmos Academy West       |
| 9   | TV     | Mario Rodriguez   | 12 tháng 5, 1994 (16 tuổi)  | Central Aztecs            |
| 10  | TV     | Alejandro Guido   | 22 tháng 3, 1994 (16 tuổi)  | Aztecs Premier            |
| 11  | TV     | Marc Pelosi       | 17 tháng 6, 1994 (16 tuổi)  | DeAnza Force              |
| 12  | TV     | Joseph Amon       | 14 tháng 6, 1994 (16 tuổi)  | South Carolina United FC  |
| 13  | TV     | Dillon Serna      | 25 tháng 3, 1994 (16 tuổi)  | South Carolina United FC  |
| 14  | TV     | Tarik Salkicic    | 3 tháng 6, 1994 (16 tuổi)   | Strictly Soccer           |
| 15  | TV     | Jordan Allen      | 25 tháng 4, 1995 (15 tuổi)  | Empire United             |
| 16  | TĐ     | Andrew Oliver     | 2 tháng 1, 1994 (17 tuổi)   | Westside United           |
| 17  | HV     | Zachary Carroll   | 16 tháng 3, 1994 (16 tuổi)  | Vardar                    |
| 18  | TM     | Kendall McIntosh  | 24 tháng 1, 1994 (17 tuổi)  | Mustang SC                |
| 19  | TĐ     | John McBean       | 15 tháng 12, 1994 (16 tuổi) | LA Galaxy Academy         |
| 20  | TĐ     | Paul Arriola      | 5 tháng 2, 1995 (16 tuổi)   | Arsenal F.C. (California) |

## Bảng C

### Guatemala
Huấn luyện viên: Gary Stempel
| 0#0 | Vị trí | Cầu thủ                     | Ngày sinh và tuổi           | Câu lạc bộ |
| --- | ------ | --------------------------- | --------------------------- | ---------- |
| 1   | TM     | Jhony Alexander Navarro     | 17 tháng 8, 1994 (16 tuổi)  | FNFG       |
| 2   | HV     | Gerardo Arturo Gordillo     | 17 tháng 8, 1994 (16 tuổi)  | FNFG       |
| 3   | HV     | Kevin Emanuel Ruiz          | 18 tháng 5, 1995 (15 tuổi)  | FNFG       |
| 4   | HV     | Alvaro Fernando Tuna        | 4 tháng 1, 1994 (17 tuổi)   | FNFG       |
| 5   | TV     | Julio Ivan Ortiz            | 1 tháng 1, 1995 (16 tuổi)   | FNFG       |
| 6   | HV     | Cristian Alexander Jimenez  | 26 tháng 4, 1995 (15 tuổi)  | FNFG       |
| 7   | TV     | Christopher Rodolfo Ramirez | 8 tháng 1, 1994 (17 tuổi)   | FNFG       |
| 8   | TV     | Franklin Eduardo Garcia     | 3 tháng 6, 1994 (16 tuổi)   | FNFG       |
| 9   | TĐ     | Hristopher Rodolfo Robles   | 4 tháng 6, 1994 (16 tuổi)   | FNFG       |
| 10  | TĐ     | Albert Ismael Barrientos    | 1 tháng 7, 1994 (16 tuổi)   | FNFG       |
| 11  | HV     | Luis Emanuel Perez          | 23 tháng 8, 1994 (16 tuổi)  | FNFG       |
| 12  | TM     | Jonathan Yoel Hernandez     | 17 tháng 8, 1994 (16 tuổi)  | FNFG       |
| 13  | TV     | Brallan Josue Figueroa      | 16 tháng 2, 1995 (15 tuổi)  | FNFG       |
| 14  | HV     | Diego Fernando Ramos        | 6 tháng 3, 1994 (16 tuổi)   | FNFG       |
| 15  | TV     | Santos Uriel Monzon         | 26 tháng 3, 1994 (16 tuổi)  | FNFG       |
| 16  | HV     | Brandon Josue De Leon       | 27 tháng 1, 1994 (17 tuổi)  | FNFG       |
| 17  | TĐ     | Kevin Josue Merida          | 18 tháng 11, 1994 (16 tuổi) | FNFG       |
| 18  | HV     | Bryan Manolo Lemus          | 1 tháng 4, 1994 (16 tuổi)   | FNFG       |
| 19  | TV     | Wagner Gabriel Morales      | 17 tháng 6, 1995 (15 tuổi)  | FNFG       |
| 20  | TĐ     | Jose Victor Avila           | 19 tháng 2, 1994 (16 tuổi)  | FNFG       |

### Jamaica
Huấn luyện viên: Wendell Downswell
| 0#0 | Vị trí | Cầu thủ            | Ngày sinh và tuổi           | Câu lạc bộ           |
| --- | ------ | ------------------ | --------------------------- | -------------------- |
| 1   | TM     | Richard Trench     | 8 tháng 5, 1994 (16 tuổi)   | Free agent           |
| 2   | HV     | Oshane Jenkins     | 20 tháng 3, 1994 (16 tuổi)  | Free agent           |
| 3   | HV     | Kemo Wallace       | 29 tháng 9, 1994 (16 tuổi)  | Free agent           |
| 4   | TĐ     | Junior Flemmings   | 16 tháng 1, 1996 (15 tuổi)  | Free agent           |
| 5   | HV     | Alvas Powell       | 18 tháng 7, 1994 (16 tuổi)  | Free agent           |
| 6   | HV     | Quante Smith       | 12 tháng 2, 1994 (17 tuổi)  | Free agent           |
| 7   | TĐ     | Romario Williams   | 15 tháng 8, 1994 (16 tuổi)  | Free agent           |
| 8   | TV     | Romario Jones      | 15 tháng 5, 1994 (16 tuổi)  | Free agent           |
| 9   | TV     | Omar Holness       | 13 tháng 3, 1994 (16 tuổi)  | Free agent           |
| 10  | TĐ     | Jason Wright       | 26 tháng 12, 1994 (16 tuổi) | Free agent           |
| 11  | TV     | Andre Lewis        | 12 tháng 8, 1994 (16 tuổi)  | Free agent           |
| 12  | HV     | Patrick Palmer     | 25 tháng 7, 1994 (16 tuổi)  | Free agent           |
| 13  | TM     | Odean Clarke       | 9 tháng 1, 1994 (17 tuổi)   | Free agent           |
| 14  | TV     | Jevani Brown       | 16 tháng 10, 1994 (16 tuổi) | Milton Keynes Dons   |
| 15  | TV     | Troy Moo Penn      | 22 tháng 7, 1995 (15 tuổi)  | Free agent           |
| 16  | HV     | Ramone Brown       | 6 tháng 2, 1994 (17 tuổi)   | Free agent           |
| 17  | TĐ     | Javia Roberts      | 3 tháng 7, 1994 (16 tuổi)   | West Bromwich Albion |
| 18  | TV     | King Kaya Beckford | 18 tháng 7, 1994 (16 tuổi)  | Valencia CF Academy  |
| 19  | TV     | Cordel Benbow      | 3 tháng 6, 1995 (15 tuổi)   | Free agent           |
| 20  | TV     | Shawn Lawson       | 13 tháng 1, 1994 (17 tuổi)  | Free agent           |

### Trinidad và Tobago
Huấn luyện viên: Shawn Cooper
| 0#0 | Vị trí | Cầu thủ          | Ngày sinh và tuổi           | Câu lạc bộ                          |
| --- | ------ | ---------------- | --------------------------- | ----------------------------------- |
| 1   | TM     | Quesi Weston     | 7 tháng 7, 1994 (16 tuổi)   | United Petrotrin F.C.               |
| 2   | HV     | Tarik Nicholls   | 26 tháng 12, 1994 (16 tuổi) | San Juan Jabloteh                   |
| 3   | HV     | Nicholas Marcano | 22 tháng 7, 1994 (16 tuổi)  | Joe Public B                        |
| 4   | HV     | Dario Holmes     | 9 tháng 2, 1994 (17 tuổi)   | St. Clair Huấn luyện viêning School |
| 5   | HV     | Damani Richards  | 30 tháng 11, 1994 (16 tuổi) | Joe Public B                        |
| 6   | TV     | Adan Noel        | 27 tháng 10, 1994 (16 tuổi) | W Connection F.C.                   |
| 7   | TV     | Neil Benjamin    | 20 tháng 8, 1994 (16 tuổi)  | W Connection F.C.                   |
| 8   | TV     | Karl Muckette    | 1 tháng 7, 1995 (15 tuổi)   | 1st FC Santa Rosa                   |
| 9   | TĐ     | Shackiel Henry   | 2 tháng 4, 1994 (16 tuổi)   | United Petrotrin F.C.               |
| 10  | TV     | Jomal Williams   | 28 tháng 4, 1994 (16 tuổi)  | Caledonia                           |
| 11  | TV     | Garvin Samaroo   | 16 tháng 1, 1994 (17 tuổi)  | San Juan Jabloteh                   |
| 12  | TĐ     | Dwight Quintero  | 20 tháng 1, 1994 (17 tuổi)  | Joe Public B                        |
| 13  | TV     | Tevonne Morris   | 28 tháng 9, 1994 (16 tuổi)  | W Connection F.C.                   |
| 14  | TĐ     | Akeem Garcia     | 11 tháng 9, 1996 (14 tuổi)  | San Juan Jabloteh                   |
| 15  | TĐ     | Isaiah Noriega   | 17 tháng 3, 1994 (16 tuổi)  | Houston Dynamo Academy              |
| 16  | TV     | Glenn Sutton     | 4 tháng 7, 1994 (16 tuổi)   | W Connection F.C.                   |
| 17  | TV     | Kiel Pierre      | 30 tháng 8, 1994 (16 tuổi)  | St. Ann's Rangers F.C.              |
| 18  | HV     | Anthony Charles  | 28 tháng 8, 1994 (16 tuổi)  | W Connection F.C.                   |
| 19  | HV     | Rondell Phillip  | 16 tháng 3, 1995 (15 tuổi)  | W Connection F.C.                   |

## Bảng D

### Barbados
Huấn luyện viên: Kenville Layne
| 0#0 | Vị trí | Cầu thủ                  | Ngày sinh và tuổi           | Câu lạc bộ              |
| --- | ------ | ------------------------ | --------------------------- | ----------------------- |
| 2   | HV     | Raheem Thomas            | 17 tháng 2, 1994 (16 tuổi)  | Ellerton FC             |
| 3   | HV     | Romario Griffith         | 2 tháng 11, 1994 (16 tuổi)  | Free agent              |
| 4   | TV     | Nathanael Joseph Maynard | 7 tháng 6, 1994 (16 tuổi)   | Kick Start              |
| 5   | HV     | Dayo Andre Ward          | 15 tháng 12, 1994 (16 tuổi) | Melbourne               |
| 6   | HV     | Jevon Damen Durant       | 4 tháng 10, 1994 (16 tuổi)  | Pro Shottas             |
| 7   | TĐ     | Romario Harewood         | 17 tháng 8, 1994 (16 tuổi)  | St. John Sonnets        |
| 8   | TĐ     | Mark Grafton Williams    | 2 tháng 7, 1994 (16 tuổi)   | Kick Start              |
| 9   | HV     | Amal Keno Mayers         | 11 tháng 7, 1994 (16 tuổi)  | Kick Start              |
| 10  | TĐ     | Diquan Shaquille Adamson | 10 tháng 2, 1994 (17 tuổi)  | Melbourne               |
| 11  | TĐ     | Jabarry Jesse Chandler   | 11 tháng 4, 1994 (16 tuổi)  | Barbados Soccer Academy |
| 12  | HV     | Mark Antone Bushell      | 3 tháng 1, 1994 (17 tuổi)   | Free agent              |
| 13  | HV     | Jomo Harris              | 15 tháng 2, 1995 (15 tuổi)  | Barbados Soccer Academy |
| 14  | TV     | Jhamel Kemar Hinds       | 9 tháng 2, 1994 (17 tuổi)   | Free agent              |
| 15  | HV     | Shane Shaquille Sealy    | 4 tháng 1, 1994 (17 tuổi)   | Kick Start              |
| 16  | HV     | Akeem Maloney            | 6 tháng 10, 1994 (16 tuổi)  | Pro Shottas             |
| 17  | TĐ     | Zari Andre Prescod       | 10 tháng 1, 1994 (17 tuổi)  | Pro Shottas             |
| 18  | TV     | Romario Orlando Watson   | 2 tháng 11, 1994 (16 tuổi)  | Parish Land             |
| 19  | TV     | Romario Orlando Bryan    | 1 tháng 2, 1994 (17 tuổi)   | Free agent              |
| 20  | TM     | Joshua Mark Hynam        | 30 tháng 12, 1994 (16 tuổi) | Pro Shottas             |
| 22  | TM     | Ramon Hacketts           | 12 tháng 9, 1994 (16 tuổi)  | Free agent              |

### Canada
Huấn luyện viên: Sean Fleming
| 0#0 | Vị trí | Cầu thủ          | Ngày sinh và tuổi           | Câu lạc bộ                  |
| --- | ------ | ---------------- | --------------------------- | --------------------------- |
| 1   | TM     | Maxime Crépeau   | 11 tháng 5, 1994 (16 tuổi)  | Académie Impact Montréal    |
| 2   | TV     | Samuel Piette    | 12 tháng 11, 1994 (16 tuổi) | Free agent                  |
| 3   | HV     | Adam Polakiewicz | 8 tháng 3, 1994 (16 tuổi)   | Vancouver Whitecaps Academy |
| 4   | HV     | Ismaïl Benomar   | 26 tháng 4, 1994 (16 tuổi)  | Académie Impact Montréal    |
| 5   | HV     | Daniel Stanese   | 21 tháng 1, 1994 (17 tuổi)  | Vancouver Whitecaps Academy |
| 6   | HV     | Parker Seymour   | 11 tháng 4, 1994 (16 tuổi)  | Unionville SC               |
| 7   | TV     | Marco Lapenna    | 11 tháng 1, 1994 (17 tuổi)  | St. Leonard Soccer Club     |
| 8   | TV     | Bryce Alderson   | 5 tháng 2, 1994 (17 tuổi)   | Vancouver Whitecaps Academy |
| 9   | TĐ     | Sadi Jalali      | 6 tháng 6, 1995 (15 tuổi)   | Edmonton Juventus SC        |
| 10  | TĐ     | Keven Aleman     | 25 tháng 3, 1994 (16 tuổi)  | Free agent                  |
| 11  | TV     | Chris Nanco      | 15 tháng 2, 1995 (15 tuổi)  | Free agent                  |
| 12  | TV     | Matteo Pasquotti | 12 tháng 2, 1994 (17 tuổi)  | Vancouver Whitecaps Academy |
| 13  | HV     | Luca Gasparotto  | 3 tháng 9, 1995 (15 tuổi)   | Ajax SC                     |
| 14  | TV     | Shadrack Mmunga  | 1 tháng 1, 1994 (17 tuổi)   | Free agent                  |
| 15  | TĐ     | Jordan Hamilton  | 17 tháng 3, 1996 (14 tuổi)  | Ajax SC                     |
| 16  | TĐ     | Jay Chapman      | 1 tháng 1, 1994 (17 tuổi)   | Free agent                  |
| 18  | TM     | Quillan Roberts  | 13 tháng 9, 1994 (16 tuổi)  | Brampton East               |
| 19  | TV     | Wesley Cain      | 21 tháng 2, 1994 (16 tuổi)  | Free agent                  |
| 20  | TV     | Michael Petrasso | 7 tháng 9, 1995 (15 tuổi)   | Free agent                  |
| 21  | TV     | Dylan Carreiro   | 20 tháng 1, 1995 (16 tuổi)  | FC Northwest                |

### Honduras
Huấn luyện viên: Eugenio Emilio Umanzor
| 0#0 | Vị trí | Cầu thủ                | Ngày sinh và tuổi           | Câu lạc bộ         |
| --- | ------ | ---------------------- | --------------------------- | ------------------ |
| 1   | TM     | Allan Torres           | 16 tháng 6, 1994 (16 tuổi)  | CD Olimpia         |
| 2   | HV     | Tulio Edgardo Cruz     | 27 tháng 7, 1995 (15 tuổi)  | CD Motagua         |
| 3   | HV     | Cesar Elias Yearwood   | 27 tháng 8, 1995 (15 tuổi)  | CD Motagua         |
| 4   | TĐ     | Bryan Rochez           | 1 tháng 1, 1995 (16 tuổi)   | Real C.D. España   |
| 5   | HV     | Jeffri Gilberto Flores | 4 tháng 8, 1994 (16 tuổi)   | Real C.D. España   |
| 6   | HV     | Eder Yair Velasquez    | 4 tháng 1, 1994 (17 tuổi)   | Real C.D. España   |
| 7   | TV     | Kelvin Nuñez           | 26 tháng 4, 1994 (16 tuổi)  | Real C.D. España   |
| 8   | TV     | Manuel Mejia           | 3 tháng 8, 1994 (16 tuổi)   | C.D. Marathón      |
| 9   | TĐ     | Julio Javier Moncada   | 5 tháng 10, 1994 (16 tuổi)  | CD Platense        |
| 10  | TĐ     | Oscar Eduardo Roque    | 13 tháng 3, 1994 (16 tuổi)  | Real C.D. España   |
| 11  | TĐ     | David Alberto Carranza | 8 tháng 12, 1994 (16 tuổi)  | CD Motagua         |
| 12  | TM     | Roberto Josue Lopez    | 23 tháng 4, 1995 (15 tuổi)  | Real C.D. España   |
| 13  | HV     | Jose Danery Barralaga  | 22 tháng 12, 1994 (16 tuổi) | Real Sociedad      |
| 14  | TV     | Tony Samuel Cerrato    | 19 tháng 5, 1994 (16 tuổi)  | Municipal Valencia |
| 15  | TV     | Carlos Leonel Valentin | 2 tháng 8, 1995 (15 tuổi)   | CD Olimpia         |
| 16  | HV     | Arnaldo Noel Alvarado  | 1 tháng 4, 1994 (16 tuổi)   | CD Necaxa          |
| 17  | TV     | Ramon Alejandro Amador | 23 tháng 1, 1994 (17 tuổi)  | CD Motagua         |
| 18  | TĐ     | Carlos Roberto Andrade | 27 tháng 5, 1994 (16 tuổi)  | CD Olimpia         |
| 19  | HV     | Joshua Nieto           | 3 tháng 9, 1994 (16 tuổi)   | CD Motagua         |
| 20  | TV     | Jose Escalante         | 29 tháng 5, 1995 (15 tuổi)  | CD Olimpia         |